# 박선숙
박선숙(朴仙淑, 1960년 12월 1일 ~ )은 대한민국의 정치인이다. 제18·20대 국회의원이다.

## 생애
김대중 정부에서 최초의 청와대 여성 대변인을 지냈다. 참여정부에선 환경부 차관을 역임했고, 그 후 방송통신융합추진위원회의 위원과 대학에서 객원교수로 강의를 하였다. 2009년 1월 당과 청와대, 정부를 경험한 전문가로서 영입된 민주당 18대 비례대표 국회의원으로 활동했다. 19대 총선을 앞두고 전략공천 제의를 세번이나 받았지만, "다른 후보들이 자리를 지키고 있는데 나까지 동지들과 싸우고 싶지 않다"고 고사하였다. 19대 총선 직전 임종석 전 의원의 갑작스러운 사퇴로 공석이 된 사무총장에 2012년 3월 16일 임명됐다. 그러나, 선거 중반에 '김용민 발언파문' 등으로 얼룩진 총선 결과에 책임을 지고 19대 총선 직후인 2012년 4월 12일에 바로 사퇴하였다. 2012년 9월 20일 민주당을 탈당하고 안철수 서울대융합과학기술대학원장의 대선 선거총괄역을 맡았다. 2016년 20대 총선에서 국민의당 비례대표로 재선의원이 되었고 현재는 바른미래당 비례대표 의원이다. 중부대학교 교양학부에서 초빙교수 신분으로 강의를 하고 있다.

## 학력
- 운암국민학교 졸업
- 창문여자고등학교 졸업
- 수도여사대(세종대학교) 역사학과 학사
- 서강대학교 공공정책대학원 석사

## 경력
- 1984년 - 1987년: 민주화운동청년연합 여성국 국장
- 1988년 - 1994년: 민족민주운동연구소 상임연구원, 부소장
- 1989년 - 1991년: 한국여성단체연합 정책위원
- 1990년 - 1993년: 월간 `정세연구` 편집실장
- 1995년 10월 - 1997년 12월: 새정치국민회의 부대변인
- 1998년 2월 - 1999년 3월: 대통령비서실 공보수석실 공보비서관
- 1999년 3월 - 2002년 1월: 대통령비서실 공보수석실 공보기획비서관
- 2002년 1월 - 2003년 2월: 대통령비서실 공보수석비서관 겸 대변인
- 2004년 2월 - 2006년 2월: 제8대 환경부 차관
- 2006년 5월: 열린우리당 서울시장선거대책위원회 공동 선거대책본부장
- 2006년 7월 - 2007년 12월: 국무총리 직속 방송통신융합추진위원회 위원
- 2007년 12월: 대통합민주신당 제17대 대통령선거대책위원회 공동 전략기획본부장
- 2008년 3월 - 2008년 4월: 통합민주당 제18대 총선대책위원회 전략기획본부장
- 2008년 5월 - 2012년 5월: 제18대 국회의원(비례대표, 통합민주당→민주당→민주통합당)
- 2008년 7월 - 2012년: 민주당 홍보미디어위원장
- 2012년 3월 - 2012년 4월: 민주통합당 사무총장
- 2012년 9월 - 2012년 12월: 안철수 진심캠프 공동선거대책본부장
- 2016년 2월 ~ 2016년 5월: 국민의당 사무총장
- 2016년 5월 ~ 2020년 5월: 제20대 국회의원(비례대표, 국민의당→바른미래당)
  - 2016년 6월 ~ 2017년 9월: 제20대 국회 전반기 정무위원회 위원
  - 2017년 9월 ~ 2018년 2월: 제20대 국회 전반기 정무위원회 간사
  - 2018년 2월 ~ 2018년 5월: 제20대 국회 전반기 정무위원회 위원
  - 2018년 7월 ~ 2020년 5월: 제20대 국회 후반기 과학기술정보방송통신위원회 위원

## 논란
20대 총선 홍보비와 관련해 리베이트를 받았다는 의혹을 받아 김수민 의원과 함께 검찰에 불구속 기소되었다가 1심과 항소심에서 무죄 판결을 받았다. 2019년 7월 10일 대법원 상고심에서 무죄가 확정되었다.

## 일화
- 김대중 전 대통령에게 "겉 보고 속지 마라. 겉은 버드나무처럼 부드럽지만 속에는 철심이 있다."는 평가를 들을 정도로 총애를 받았다.[3]
- 선거전략 기획에 정통하여 강금실이 서울시장 후보에 출마했을 때와 정동영이 대통령 선거 후보로 나섰을 때 선거대책위원회 전략기획 본부장을 맡기도 했으며 2008년에는 통합민주당의 선거전략기획본부장으로 활약하기도 했다.
- 지역구 전략공천을 세번이나 양보하여 "피비린내 풍기는 공천 전쟁터에 한 떨기 분홍 ‘아르메리아’(꽃말:배려·양보)를 꽃피웠다는 평가"를 받았다.[4]

## 역대 선거 결과
|  | 25.3% |

|  | 25.17% |

|  | 26.74% |

## 소속 정당
| 소속 정당 | 소속 정당      | 소속 기간 | 비고           |
| --------- | -------------- | --------- | -------------- |
|           | 새정치국민회의 | 1995~1998 | 창당 정계 입문 |
|           | 무소속         | 1998~2003 | 탈당           |
|           | 새천년민주당   | 2003      | 복당           |
|           | 무소속         | 2003      | 탈당           |
|           | 열린우리당     | 2003~2007 | 창당           |
|           | 대통합민주신당 | 2007~2008 | 합당           |
|           | 통합민주당     | 2008      | 합당           |
|           | 민주당         | 2008~2011 | 당명 변경      |
|           | 민주통합당     | 2011~2012 | 합당           |
|           | 무소속         | 2012~2016 | 탈당           |
|           | 국민의당       | 2016~2018 | 창당           |
|           | 바른미래당     | 2018~2020 | 합당           |
|           | 민생당         | 2020~2024 | 합당           |
|           | 기후민생당     | 2024~2025 | 당명 변경      |
|           | 민주평화당     | 2025~현재 | 당명 변경      |

## 같이 보기
- 대한민국의 대통령비서실 수석비서관
- 대한민국의 환경부 차관
- 대한민국 제18대 국회의원 선거 통합민주당 후보 목록#비례대표
- 대한민국 제20대 국회의원 선거 국민의당 후보 목록#비례대표